# 苦配巴油
苦配巴油，旧称古巴依巴油、古巴依瓦油、葛巴依瓦油、哥巴伊呱油、葛巴衣巴油、各巴衣巴油、郭巴益巴油、骨湃波、骨湃波拔尔撒谟，又名古巴香胶、古巴香脂，是原产南美的苦配巴树的油树脂，为淡黄色透明黏稠液体，嗅香而味苦。
苦配巴油可应用于医药、化妆品、香水、生物燃料等领域。过去人们将苦配巴油用作清漆、颜料的添加剂和清洗剂，但由于会造成暗化、龟裂等副作用，现已很少用于美术领域。